# Axel Kicillof
Axel Kicillof (Buenos Aires, 25 de septiembre de 1971) es un economista, político, docente e investigador argentino que se desempeña como gobernador de la provincia de Buenos Aires desde el 10 de diciembre de 2019. Anteriormente ejerció como ministro de Economía de la Nación Argentina entre 2013 y 2015 y como diputado nacional por la Ciudad de Buenos Aires entre 2015 y 2019.
En 2011 fue designado por la entonces presidenta Cristina Fernández de Kirchner para el cargo de secretario de Política Económica y Planificación del Desarrollo del Ministerio de Economía y Finanzas Públicas. Fue sub-interventor de YPF hasta la sanción de la Ley de Soberanía Hidrocarburífera y desde junio de 2012, tras la recuperación de la empresa por parte del Estado nacional, se desempeñó como director titular de clase «A». Presidió también la comisión de Planificación y Coordinación Estratégica del Plan Nacional de Inversiones Hidrocarburíferas, e integró el Comité Ejecutivo del PRO.CRE.AR. Desde julio de 2009, fue CEO de Aerolíneas Argentinas y a partir de 2011, subgerente general.
Como ministro de Economía participó en la planificación de políticas tales como el programa de asignaciones para jóvenes PROG.R.ES.AR y el programa de control de precios Precios Cuidados; el acuerdo con la firma Repsol por la expropiación de YPF y el lanzamiento de una línea de créditos para pymes y grandes empresas, a través del Fondear.
Investigador adjunto del Conicet e investigador titular del Instituto de Investigaciones Económicas de la UBA, se desempeñó como docente de la Facultad de Ciencias Económicas de esa universidad, y de posgrado en la misma.
Kicillof, quien es una figura controversial para la derecha política, ha llamado la atención desde su aparición en la política por su transparente militancia política; su alegado keynesianismoy su indiferencia hacia la estética formal en apariciones públicas.
Es autor de libros como: Volver a Keynes (2007); De Smith a Keynes: siete lecciones de historia del pensamiento económico. Un análisis de las obras originales (2010); Fundamentos de la teoría general de la ocupación, el interés y el dinero (2012); y Diálogos sin corbata: para pensar la economía, la política (y algunas cosas más) en el siglo XXI (2015).
En 2019 presentó su precandidatura a gobernador de la provincia de Buenos Aires por el Frente de Todos, conformando la fórmula junto a Verónica Magario para vicegobernadora. La fórmula logró pasar las primarias de agosto, en las que fue la fuerza más votada, para luego consagrarse ganadora en las elecciones del 27 de octubre de 2019, en la que obtuvo con  el 52,10 % de los votos, superando a la entonces gobernadora María Eugenia Vidal, quien iba por la reelección.
En 2023, repitió la fórmula con Verónica Magario como vicegobernadora de la provincia de Buenos Aires con la nueva coalición del peronismo Unión por la Patria. En las elecciones provinciales del 22 de octubre de 2023 fue reelecto gobernador con el 44,84 % de los votos para el período 2023-2027.

## Biografía
Kicillof es el segundo hijo de los tres que tuvieron el psicoanalista Daniel Kicillof y la psicóloga Nora Barenstein, ambos judíos askenazíes. Tiene dos hijos, y está casado con la investigadora y Dra. en Letras Soledad Quereilhac.

### Formación académica
Estudió en el Colegio Nacional de Buenos Aires (dependiente de la UBA) de donde egresó con el título de bachiller especializado en ciencias sociales en 1989.
En 1995, se graduó como licenciado en Economía con orientación en el sector público en la Universidad de Buenos Aires, con un promedio general de 8,24, obteniendo el diploma de honor. Mientras cursaba su carrera en la Facultad de Ciencias Económicas de la UBA Kicillof militaba en la agrupación estudiantil TNT.
Posteriormente realizó un doctorado en economía de la Universidad de Buenos Aires, doctorándose en 2005. Su tesis doctoral, titulada Génesis y estructura de la Teoría General de Lord Keynes, fue evaluada con una calificación de 10 (diez) sobresaliente por el jurado conformado por D. Heymann, P. Levín y A. Monza.
Kicillof habla inglés y francés.

### Trayectoria como docente e investigador
En la Facultad de Ciencias Económicas de la UBA fue profesor de diversas asignaturas, cargos obtenidos por concurso público. Fue profesor de Microeconomía I y II; Macroeconomía y Política Económica, Economía marxista; Macroeconomía II e Historia del Pensamiento Económico eran las dos asignaturas que dictaba hasta 2010, año que ingresó a la gestión pública y por lo que se le otorgó licencia sin goce de sueldo. 
Dictó clases en la Facultad de Ciencias Sociales de la UBA en materias como Formación económica de la sociedad argentina, principales escuelas del pensamiento económica y desde 2003 fue primero jefe de trabajos prácticos y luego Profesor adjunto regular de Economía II en la carrera de Sociología.
Además dio clases en la Escuela Superior de Comercio Carlos Pellegrini; la Universidad Nacional de Quilmes y la Universidad Nacional de General Sarmiento.
A nivel de posgrado fue profesor de la asignatura Economía en la Maestría y Doctorado en Ciencias Sociales UNGS-IDES, del Instituto de Desarrollo Económico y Social. En la Facultad Latinoamericana de Ciencias Sociales (FLACSO) ―sede Argentina― fue profesor de Historia del Pensamiento Económico en la Maestría en Políticas Públicas para el Desarrollo con Inclusión social. Anteriormente había sido profesor de la Maestría en Economía Política con mención en Economía Argentina, en dos asignaturas Historia del Pensamiento Económico y Microeconomía y Macroeconomía, Conceptos Fundamentales de Economía Política. También estuvo a cargo del curso «La diferenciación del capital en el campo de la salud», en la Facultad de Ciencias Económicas de la Universidad de Buenos Aires.
Desde noviembre de 2010 es investigador adjunto del CONICET en la carrera de investigador científico y tecnológico (resolución n.º 9 del 11 de enero de 2010). Desempeñó sus tareas en el Instituto de Investigaciones Económicas (IIE) de la Facultad de Ciencias Económicas de la Universidad de Buenos Aires, donde actualmente tiene licencia sin goce de sueldo. En 2006, fue designado Subdirector del Centro de Estudios para la Planificación del Desarrollo (CEPLAD) dependiente del Instituto de Investigaciones Económicas de la UBA, cargo que desempeñó hasta 2010, en que le fue otorgada una licencia.
Su tema de estudio son las crisis y auges de la economía argentina, enmarcado en discusiones teóricas sobre precios, ganancias y salarios. Desde fines de los años 1990 fue investigador de los proyectos UBACyT (Dirección de Ciencia y Tecnología de la Universidad de Buenos Aires), un programa que consiste en proyectos de investigación acreditados y financiados por la UBA, que versaron sobre diferentes temas como el capital tecnológico, el sistema agroalimentario, el impacto de la globalización sobre el sistema agroalimentario, el desarrollo del capitalismo en Argentina y la economía luego del colapso de la convertibilidad.

### Secretario de Política Económica (2011-2013)
En 2011 fue designado subgerente general de Aerolíneas Argentinas, y ese mismo año fue nombrado director de Siderar en representación de las acciones que el Estado argentino (a través de la Administración Nacional de la Seguridad Social) posee en dicha empresa.
Con el inicio del segundo mandato de Cristina Fernández de Kirchner como presidenta de la Nación, Axel Kicillof fue designado secretario de Política Económica y Planificación del Desarrollo, integrando el organigrama de funcionarios del Ministerio de Economía y Finanzas Públicas de la Nación, que encabezaba Hernán Lorenzino.

#### Intervención, nacionalización y juicio de YPF
Como parte de su labor al frente de la Secretaría de Política Económica, Kicillof comenzó a trabajar junto a las autoridades del Ministerio de Planificación y la Secretaría de Energía en mejorar la capacidad operativa de YPF en manos de la española REPSOL.
Luego de múltiples reuniones donde se le propuso a la empresa redirigir sus ganancias en pos de nuevas inversiones para revertir la declinación en la producción sin el resultado esperado, Kicillof, como secretario de Política Económica, afirmó:

La actitud de la firma no parece ir en dirección de lo que el país necesita. El objetivo principal es que se revierta una situación que se ha consolidado en los últimos años, que es una sistemática declinación de la producción del petróleo y gas que llevó a la Argentina a tener que importar parte del combustible para sostener el proceso de crecimiento. El Estado reclama un claro, taxativo y preciso plan de inversión para revertir la situación actual y constituir una reserva destinada a realizar inversiones. [En vez de eso,] la empresa propuso capitalizar la compañía, emitir nuevas acciones y distribuírselas a los dueños, y esto podría tratarse de una maniobra especulativa.
Axel Kicillof

El 16 de abril de 2012, la presidenta Cristina Fernández de Kirchner presentó el proyecto de ley «De la soberanía hidrocarburífera de la República Argentina» que dispuso la estatización parcial de YPF. El proyecto declaró de «interés público y nacional» al «autoabastecimiento de hidrocarburos», argumentando que «no es un modelo de estatización sino de recuperación de la soberanía. Seguimos manteniendo el modelo de Sociedad anónima y el de una conducción profesionalizada».

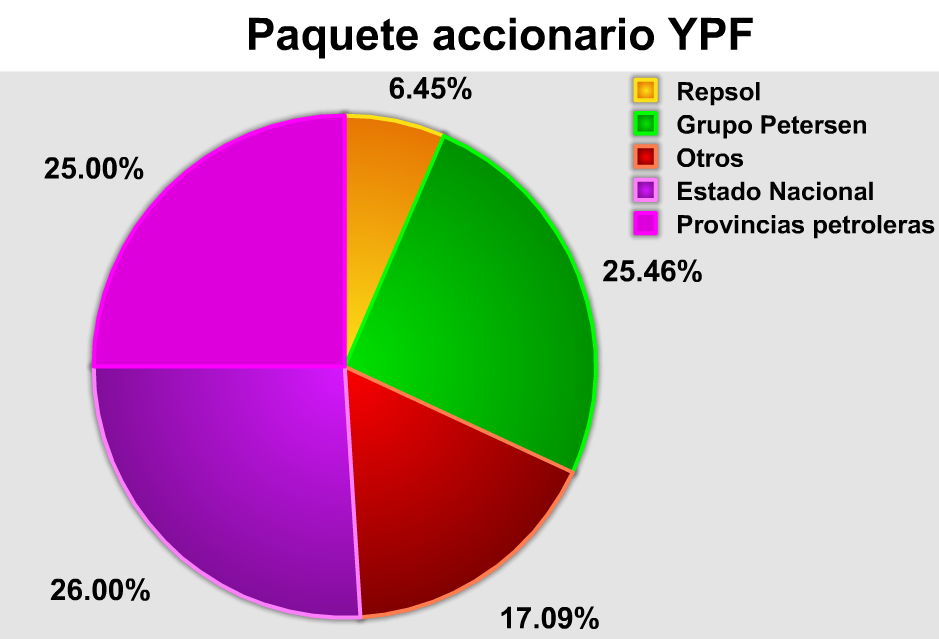
Paquete accionario de YPF, tras la expropiación por el Estado Nacional

Este proyecto se redactó de acuerdo al artículo 31 de la Ley de Hidrocarburos 17319/67, que especifica que los concesionarios petroleros deben efectuar las inversiones que sean necesarias para la ejecución de los trabajos que exija el desarrollo de toda la superficie abarcada por la concesión, […] asegurando la máxima producción de hidrocarburos compatible con la explotación adecuada y económica del yacimiento y la observancia de criterios que garanticen una conveniente conservación de las reservas y el autoabastecimiento de hidrocarburos,  por lo que se declaró el 51 % del patrimonio de YPF de utilidad pública y sujeto a expropiación. Hernán Lorenzino, ministro de Economía y Finanzas Públicas de Argentina, sostuvo que «durante su gestión al frente de YPF, Repsol dedicó a la exploración sólo el 0.2 % de sus ingresos totales», a pesar de que YPF representaba el 15 % de sus operaciones. Cristina Fernández de Kirchner fundamentó que:

De proseguir con esta política de vaciamiento, de no producción, de no exploración, prácticamente nos tornaríamos en un país inviable, por políticas empresariales y no por recursos, ya que somos el tercer país en el mundo —según la agencia de petróleo de los Estados Unidos— luego de China y Estados Unidos en [materia de recursos de] gas [...] Es la primera vez en 17 años que Argentina tiene que importar gas y petróleo.

La expropiación implicó el pago a Repsol por sus acciones, que se acordó en 2014 en 5000 millones de dólares.
El estatuto de YPF, redactado tras su privatización, establecía que si alguien adquiría el 51 % de las acciones de YPF tenía que hacerles al resto de los accionistas una oferta pública por sus acciones por un valor mucho mayor al que tenían, acción que el gobierno argentino no hizo. Esta cláusula, hablaba de una eventual adquisición pero no de expropiación, Esta confusión provocó que en 2015 se iniciara un juicio por  parte de un fondo ajeno a la empresa en el momento de la expropiación. Se trató del fondo buitre Burford Capital, que compró al Grupo Petersen el 70 % de los derechos de indemnización de ese juicio por quince millones de euros. Finalmente la jueza Loretta Preska, que estaba a cargo de este juicio, condenó a Argentina a pagar dieciséis mil millones de dólares.

#### PROCREAR
El 12 de junio de 2012, en un acto en el Museo del Bicentenario, la presidenta Cristina Fernández de Kirchner, junto a Axel Kicillof ―Secretario de Política Económica― y Diego Bossio ―director general de la ANSES― presentaron el Programa de Crédito Argentino para la vivienda única familiar, PRO.CRE.AR Bicentenario. Dicho plan preveía la entrega de créditos para la construcción de 400 000 viviendas hasta 2015. Los objetivos eran atender las necesidades habitacionales de los argentinos y paralelamente impulsar la actividad económica a través del incentivo a la construcción.
Kicillof declaró:

Si no se focaliza en la construcción se genera una burbuja hipotecaria.
La Nación.

Se anunció que su financiamiento proviene de recursos del Fondo de Garantía de Sustentabilidad (FGS) —es decir, con los fondos de los jubilados. Los créditos son otorgados a pagar en veinte y treinta años y las tasas variarán entre el 2 % y el 14 %, alrededor de veinte puntos por debajo de la inflación. El Banco Hipotecario quedó constituido como fiduciario del programa. En la ocasión, la mandataria argentina aclaró que «la falta de política hipotecaria por parte de la banca privada» obligaba al Estado a intervenir, creando el Programa para empezar a resolver el déficit habitacional existente en el país.  Fue oficializado mediante el decreto 902/2012.

Estamos fogoneando la economía además de cubrir una necesidad imperiosa [...] cien mil nuevos empleos de manera directa y otros cien mil de manera indirecta.
Página 12.

## Ministro de Economía y Finanzas de la Nación
| Año  | Evolución del PBI | Inflación |
| ---- | ----------------- | --------- |
| 2013 | 2,4 %             | 27,4 %    |
| 2014 | −2,5 %            | 23,9 %    |
| 2015 | 2,7 %             | 30 %      |

La presidenta de la Nación, Cristina Fernández de Kirchner, lo designó ministro de Economía y Finanzas Públicas el 18 de noviembre de 2013.
Durante su gestión, se implementaron políticas estatales destinadas a fomentar la producción y el consumo, entre las que destacan programas como Ahora 12, Precios Cuidados, Progresar, entre otros.Al finalizar su mandato, dejó reservas en el Banco Central de la República Argentina por un total de 33 150 millones de dólares, una cifra superior a los 31 900 millones registrados al inicio de su gestión. Durante su gestión mantuvo un cepo cambiario y el dólar oficial subió un 56,3 % y el libre, un 58,6 %. Finalmente, dejó el cargo con una diferencia del 51 % entre ambas cotizaciones.

### Programas económicos para incentivar el consumo

#### Ahora 12
En septiembre de 2014 entró en vigencia el programa Ahora 12 que les permitía a los consumidores adquirir productos de línea blanca, textiles, motocicletas, muebles, entre otros bienes de consumo, en doce cuotas sin interés con una gran variedad de tarjetas de crédito. El programa apuntaba a fomentar el consumo, el comercio, el empleo y la industria en una época donde el promedio de inflación anual era del 20 %.
En 18 meses, más de 166 169 comercios se adhirieron en todo el país, alcanzando ventas por 22 968 millones de pesos y superando las 12 millones de operaciones (un promedio de 2000 pesos por operación). Asimismo las ventas crecieron a una tasa semanal acumulada del 11 %. El mayor volumen de ventas desde su inicio se registró en los rubros de indumentaria (38 %), materiales para la construcción (19 %) y línea blanca —heladeras, lavarropas— (14 %).
Con este programa los comercios pasaron a pagar un 10% de financiamiento (en lugar de 26%) y esta diferencia fue absorbida por los bancos.

#### Programa Precios Cuidados y Red COM.PR.AR
El programa comenzó durante la presidencia de Cristina Fernández de Kirchner con el objetivo central de bajar el nivel de inflación. El entonces ministro de Economía Axel Kicillof desarrolló a finales de 2013 en conjunto con el secretario de Comercio, Augusto Costa, un acuerdo voluntario de precios con representantes de las principales cadenas de supermercados y proveedores de la Argentina las cuales se comprometieron a vender al consumidor final los productos a un precio único y constante acordado con el Estado nacional. El programa Precios Cuidados entró en vigencia el 1 de enero de 2014 e incluía una canasta básica de 302 productos comercializados en todo el territorio argentino.
El listado de precios estaba sujeto a una revisión periódica trimestral convenida sobre la base de la evolución de las condiciones de producción, comercialización y distribución de los productos que lo componían. En abril de 2014, el ministro anunció la primera revisión trimestral de Precios Cuidados, en la cual se acordó la incorporación de nuevos productos a la canasta de las grandes cadenas de supermercados, nuevos proveedores a las cadenas regionales y además, se llegó a un importante acuerdo con mayoristas y distribuidores orientado a beneficiar a pequeños almacenes barriales y comercios de proximidad de todo el país. De esta manera se dispuso una mayor cobertura geográfica, de un estrato más amplio de comercios y de inclusión de nuevas variedades de productos, como es el caso de los alimentos para pacientes celíacos. La Red tuvo presencia en 19 provincias del país con 4682 comercios adheridos y 27 mayoristas regionales. Además, sumó 667 productos de 118 pequeños productores en 14 provincias que amplían la oferta de bienes a precios cuidados para poner en pie de igualdad a los pequeños y medianos empresarios con los grandes; que los sectores más débiles de la cadena productiva y comercial pudieran competir en igualdad de condiciones. También se acordó una ampliación del programa para el sector de la construcción que incluyó un listado de 28 productos vinculados a 16 proveedores que representan cerca de la mitad del costo de materiales para la construcción y reforma de los hogares.
El ministro de Economía destacó en esa oportunidad la importancia del crecimiento de Precios Cuidados porque actúa como «referencia para el resto de los productos» y brinda «previsibilidad a toda la economía». «Precios cuidados no es un congelamiento de precios impuesto por el estado, sino una suma de acuerdos voluntarios que garantizan una rentabilidad razonable, a precios convenientes y que asegura que los productos estén al alcance de la población».

#### A Rodar
Es un programa de crédito para la adquisición de vehículos 0 km para ser utilizados como taxi. Se trata de préstamos para quienes sean propietarios de licencia de taxi de todo el país, tanto individuos como pymes. De esta manera, se fomenta el recambio de vehículos, beneficiando tanto al sector de los taxistas como a la industria automotriz argentina. El Estado aporta recursos para subsidiar hasta 4,5 puntos porcentuales de la tasa de los préstamos, que se implementa a través del Banco de la Nación Argentina para llegar fácilmente a todo el país. Son préstamos para la adquisición de autos cuyo valor no supere los 160 000 pesos. Se financiará hasta el 80 % del vehículo, hasta en 48 cuotas y con una tasa fija del 17,5 % anual hasta el tercer año.

#### Renovate
El programa promovía el recambio de heladeras y lavarropas antiguos por modelos nuevos de industria nacional de gran eficiencia energética. Se podían obtener con descuentos de hasta un 25 % y financiar el otro 75 % con el plan de doce cuotas sin interés de Ahora12. Los electrodomésticos más eficientes, permitirían abaratar el gasto anual en la factura de electricidad de los hogares y promocionar hábitos vinculados con el uso responsable de la energía. Las heladeras, por ejemplo, representan el 25 % de la demanda eléctrica residencial.

### Programas económicos para impulsar la producción y el empleo

#### Programa FONDEAR
Es un programa de financiamiento para proyectos productivos que promuevan la inversión en sectores estratégicos de la economía, de Innovación tecnológica o que agreguen valor en las economías regionales.
Se constituye como un Fondo Fiduciario Público, fideicomiso financiero y de administración, vigente para todo el territorio argentino, que facilitará el acceso al crédito y al financiamiento necesario para generar un mayor grado de exportación y un mayor grado de valor agregado para la industria nacional.

#### Programa PROCER
Es un programa de apoyo a la competitividad de las economías regionales, parcialmente financiado por el Banco Interamericano de Desarrollo (BID).
El Prócer prioriza cadenas de valor que resultan representativas, con peso en las economías provinciales, según su producción, valor agregado, impacto en el mercado de trabajo y la exportación. Por ello, los complejos seleccionados son el apícola, frutícola, hortícola, olivícola y textil-algodonero.
De esta manera se apunta a combatir las fuertes asimetrías entre los diferentes eslabones de la cadena de valor, donde aparece muy concentrado el sector exportador que fija los precios, perjudicando a los pequeños productores.

#### PEPPG (programas de estímulo al pequeño productor de granos)
El programa consiste en otorgar una compensación económica a pequeños productores de trigo, soja, maíz y/o girasol que hubieren producido hasta un total acumulado de 700 toneladas en la campaña 2013/2014. El alcance total del programa fue de USD2500 millones para 48 000 productores.
Otro sector afectado fue el sector de seguros. A raíz de la medida tomada por el Gobierno argentino y por Kicillof, en la que se regulaban las inversiones de las aseguradoras, Moody's colocó en perspectiva negativa al sector asegurador.

#### PROG.R.ES.AR.
El programa fue lanzado en enero de 2014 por la entonces presidente Cristina Fernández. El plan consistía en   otorgar una asignación mensual a cada joven de entre dieciocho y veinticuatro años que estuviera completando sus estudios en los distintos niveles educativos, con el objetivo de que logren una inserción laboral plena. Para noviembre de ese año el programa contaba con más de 550 000 jóvenes que cobran la prestación y 1 284 809 inscriptos.
En marzo de 2015, se anunció que se ampliaría la cantidad de jóvenes cubiertos por el programa a 1 280 000. Esto comprende una cobertura del 30 % de ese segmento social, e implicaba una inversión anual de 11 200 millones de pesos, lo que representó el 0.3 % del PBI.

### Reestructuración de deuda
En la última década, Argentina disminuyó la deuda pública en relación con el PBI un 73 %, convirtiéndose en el país que más se desendeudó en el mundo. En el 2003, cuando Néstor Kirchner asumió su primera presidencia, la deuda pública como porcentaje del PBI era del 166 %, disminuyendo esta proporción a menos de 40 % en 2013. Asimismo, el porcentaje de la deuda con los sectores privados y los organismos multilaterales de crédito se redujo a menos de la mitad en 10 años.

#### Acuerdo con el Club de París
En enero del año 2011 el monto adeudado con el Club de París rondaba los nueve mil millones de dólares. Alrededor de la mitad de los compromisos impagos eran previos a 1983, fundamentalmente tomados entre la dictadura militar de Aramburu y la última dictadura cívico-militar (1976-1983). El 9 % de la deuda fue tomada durante el Gobierno de Raúl Alfonsín, mientras que el 42 % restante se asumió durante los mandatos de Carlos Menem y Fernando de la Rúa. Desde ese entonces, Argentina había realizado ocho intentos de renegociaciones hasta finalmente alcanzar un acuerdo. El 29 de mayo de 2014, la delegación argentina, encabezada por Kicillof, alcanzó un acuerdo ante el titular del foro multilateral, el francés Ramón Fernández. para saldar la deuda con el Club de París en un plazo de cinco años.Se acordó que la deuda fuera cancelada a lo largo de los siguientes cinco años, con un desembolso inicial en efectivo por 1150 millones de dólares, y se fijó una cláusula, en la que Argentina debía pagar dos mil millones adicionales, en caso de incumplir el acuerdo ante una situación de default. Esta fue la primera vez que un país de ingresos medios logró acordar la cancelación de su deuda con el Club en un plazo de cinco años y sin la intervención del FMI. Acerca del acuerdo alcanzado, Kicillof expresó:

[El acuerdo] es una especie de esfuerzo compartido. Es una forma de que los Gobiernos insten a las empresas a que generen inversiones en el país. Una vez que empecemos a pagar los primeros vencimientos, van a volver a habilitar las ventanillas para que esos países le presten a las empresas que quieran invertir en Argentina.
Axel Kicillof

### Críticas
La gestión de Kicillof en el ministerio de Economía recibió críticas, entre otros, de la ortodoxia peronista. Al respecto, Eduardo Curia evaluó que dejó «distorsiones por todos lados» y que su «esquema iba en un tono explosivo». Por su parte, Guillermo Moreno lo acusó de devaluar «innecesariamente» en 2014 y de «no ser peronista» y sí un «extraño en el espacio». Además, indicó que «un ministro de Economía que no pasó por el sector privado no puede estar en el público.» Su renegociación con el Club de París fue, asimismo, criticada en duros términos por el expresidente del Banco Central Aldo Pignanelli.
Fue criticado por ser corresponsable de la estatización de YPF, hecho por el cual se inició una demanda que podría costarle al Estado 16 000 millones de dólares en caso de que la sentencia quede firme.

## Diputado nacional por la Ciudad de Buenos Aires (2015-2019)

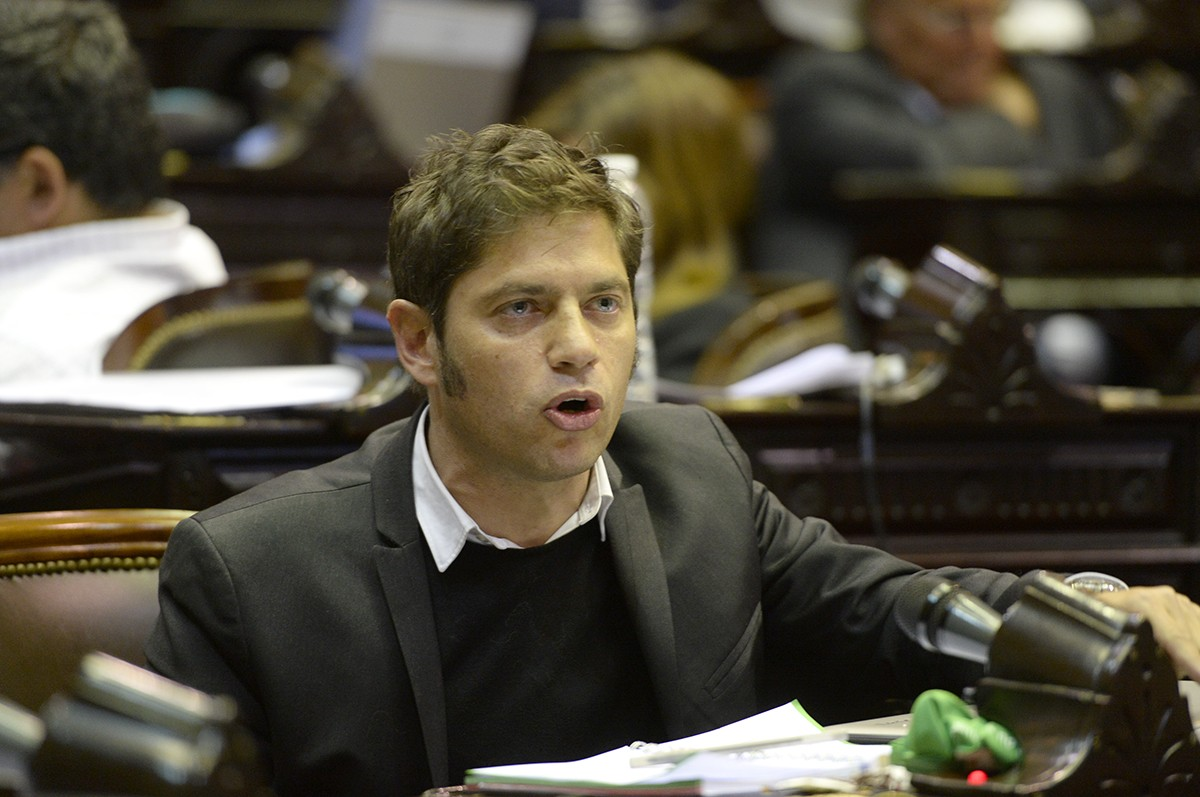
Kicillof como diputado nacional durante el debate sobre el proyecto de ley de interrupción voluntaria del embarazo en 2018.

En las elecciones de 2015 resultó elegido diputado nacional por la Ciudad de Buenos Aires en representación del Frente para la Victoria. La lista de Kicillof obtuvo el 22,4 % de los votos, quedando en segundo lugar por detrás de Cambiemos que obtuvo más del 50 %. 
Como diputado nacional Kicillof fue presidente de la comisión de Economía y secretario en la Bicameral permanente de seguimiento y control de deuda exterior.  Además fue vocal en las comisiones de: Comercio, Finanzas, Presupuesto y Hacienda, Industria, MERCOSUR, Economías y Desarrollo Regional, Pequeñas y Medianas Empresas y Análisis y Seguimiento de Normas Tributarias y Previsionales. 
Entre los proyectos de ley que presentó durante su mandato se pueden nombrar: la creación del Programa de desarrollo de la industria de bienes tecnológicos, declaración como derecho humano de los servicios de agua, gas y electricidad, paridad de género en el acceso al empleo, promoción de empleo para personas trans y travestis, ley de interrupción voluntaria del embarazo, formalización de los programas Renovate, Ahora 12 y PROCREAR y la ley de movilidad para las becas PROGRESAR.

## Gobernador de la provincia de Buenos Aires (desde 2019)

### Elección y asunción

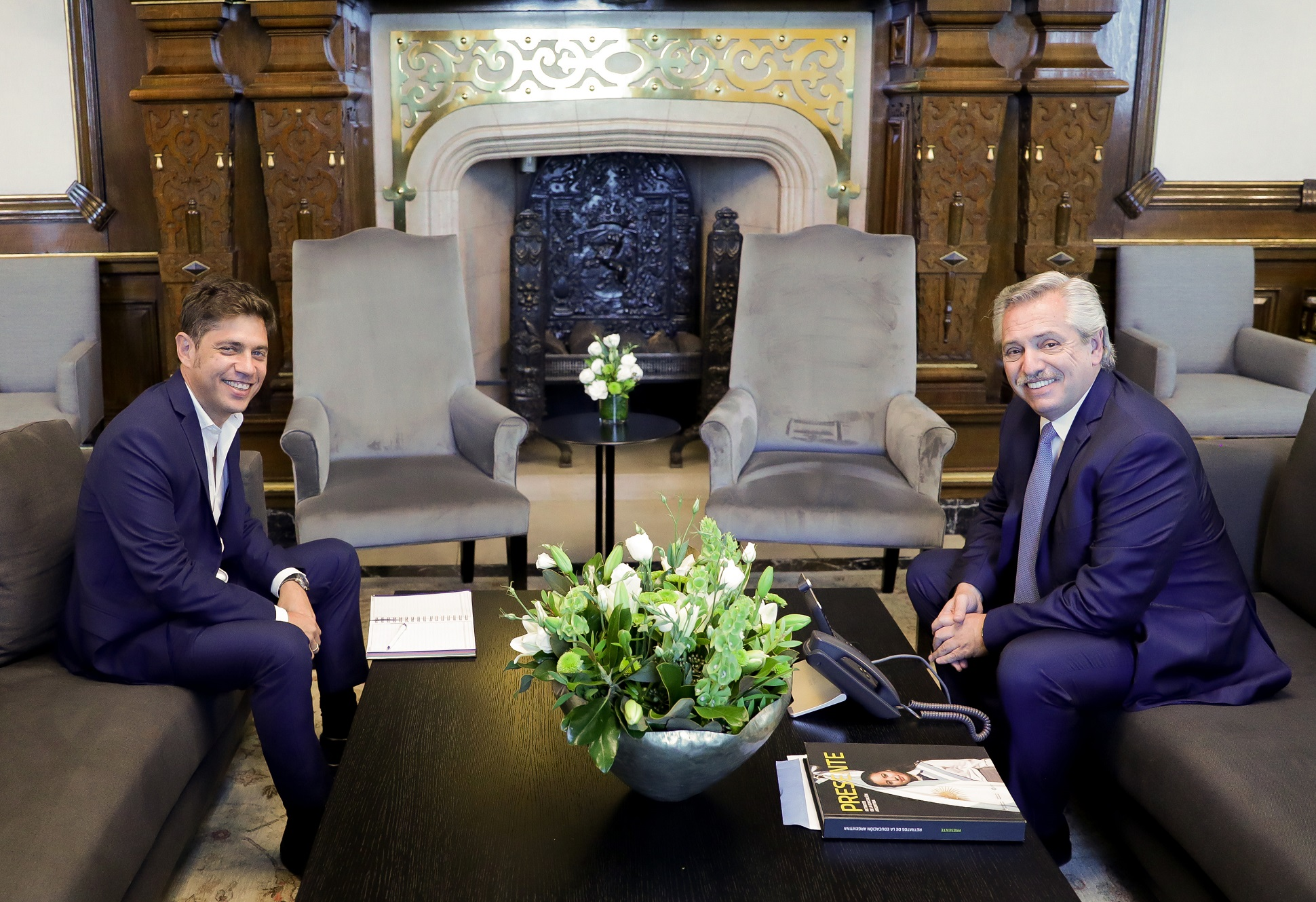
El gobernador Kicillof junto al presidente Alberto Fernández en enero de 2020.

Tras el final del mandato presidencial de Cristina Fernández, Kicillof se dedicó a recorrer la provincia de Buenos Aires acompañado de un pequeño grupo de colaboradores a bordo de un automóvil Renault Clio de tres puertas, participando en debates políticos. En mayo de 2019, se anunció su precandidatura a gobernador de la provincia, acompañado por Verónica Magario como precandidata a vicegobernadora, por el Frente de Todos, formado por kirchneristas y peronistas no kirchneristas. En las elecciones primarias del 11 de agosto, en las que fue la única fórmula del Frente, esta obtuvo el 52,53 % de los votos positivos totales, con lo cual Kicillof y Magario se convirtieron en candidatos a la gobernación y vicegobernación de esa provincia. El 27 de octubre de 2019, Kicillof ganó con el 52,40 % en las elecciones generales, frente a un 38,28 % de la gobernadora María Eugenia Vidal quien no logró la reelección, y asumió al frente del poder ejecutivo de la provincia el 11 de diciembre de 2019. El 22 de octubre de 2023 fue reelegido gobernador de la provincia de Buenos Aires por la coalición Unión por la Patria obteniendo con el 44,84 % de los votos, venciendo a Néstor Grindetti de Juntos por el Cambio con el 26,63 %. Reasumió el 11 de diciembre de 2023 para finalizar su mandato en 2027.

### Política económica
Hacia fines de diciembre de 2019 Kicillof envió la Legislatura provincial la declaración del Estado de Emergencia Social, Económica, Productiva y Energética. La ley facultó al ejecutivo provincial a endeudarse únicamente para pagar deudas anteriores, lo que lo habilitaría a tomar deuda por hasta sesenta y seis mil millones de pesos. Además permitió renegociar deudas con tenedores de bonos y proveedores. La ley también le permitió reasignar partidas, congelar tarifas por 180 días y rescindir contratos del sector público. En lo que respecta al sistema productivo, lo habilitó a implementar moratorias de deudas impositivas de microempresas. La emergencia tuvo una duración de un año, prorrogable por otro más.
En 2020 envió una reforma impositiva que subió los valores del impuesto inmobiliario en una escala progresiva que va del 15 % para los contribuyentes más chicos hasta el 75 % para los grandes contribuyentes rurales. En diciembre de 2023 se aprobó una ley enviada por Kicillof que permitió aumentar hasta un 200 % como tope, y un 130 % como piso, el impuesto inmobiliario urbano y rural para las personas con patrimonios superiores. En la misma sesión donde se trató ese proyecto de ley, se aprobó el pedido para que la provincia pueda endeudarse por el equivalente a mil ochocientos millones de dólares, durante el año 2024, para hacer frente a los servicios de deuda.
En 2024, en el marco de la aprobación nacional de la Ley de Bases y Puntos de Partida para la Libertad de los Argentinos por parte del oficialismo, decidió no adherir al Régimen de Incentivo para Grandes Inversiones (RIGI). En cambio, propuso su propio el Régimen Provincial de Inversiones Estratégicas (RPIE), que contaba con ciertas diferencias del nacional.La decisión de no adherir al RIGI por parte del gobierno bonaerense, fue acusada por la oposición como la responsable de perder una inversión de aproximadamente 50 000 millones de dólares por parte de YPF y Petronas para la construcción de una planta de desarrollo de gas natural licuado. Kicillof culpó al presidente de la Nación, Javier Milei, de haber dictado a los directivos de YPF realizar la inversión en Río Negro, por cuestiones ideológicas y políticas.La versión del presidente de YPF, Horacio Marín, es que tras hacer un análisis de costos, se concluyó que era más económico hacer un puerto, necesario para el proyecto, en el Golfo San Matías en Río Negro, que en Bahía Blanca, en la provincia de Buenos Aires.

### Política en educación
En 2023 puso en marcha el Plan Conectar Igualdad Bonaerense, una versión provincial del programa nacional. Con él se entregaron netbooks a estudiantes de escuelas públicas técnicas, agrarias y secundarias.
En 2024, en el marco del día del maestro, anunció el envío de un proyecto de ley para declarar la obligatoriedad de la educación desde los 3 años.

### Política de seguridad
El 11 de diciembre de 2019, Berni asumió como ministro de Seguridad de la provincia de Buenos Aires, cargo en el que fue nombrado por el gobernador Axel Kicillof.
En enero de 2020, prohibió el consumo de alcohol en la vía pública, e intimó a los boliches a que después de las 2 de la mañana no dejasen ingresar a nadie más.En enero de ese año, lanzó un nuevo operativo Sol con 12.466 policías afectados, junto con tres mil refuerzos de distintas localidades bonaerenses que fueron redistribuidos a lo largo de toda la Costa Atlántica bonaerense.
En 2024, aumentó un 265 % las multas que deben pagar los conductores por cometer una infracción de tránsito.

#### Proyecto de reforma de la policía bonaerense
Al asumir, Sergio Berni se refirió a la crisis en su área y a la necesidad de hacer una “reforma” para el perfeccionamiento de la policía bonaerense. Además, apuntó a la herencia que recibió de parte de María Eugenia Vidal, destacando que en las fuerzas había hombres mal entrenados que están en la calle sin ninguna cadena de control, y que de 90 mil efectivos de la policía bonaerense había, al llegar él, 40 mil sumariados en funciones. Asimismo, apeló a datos de la Procuración General bonaerense para advertir el aumento de delitos en los últimos años. Negó que hubiesen desaparecido los secuestros extorsivos en territorio bonaerense como afirmó la gestión de Vidal. Respecto a la doctrina Chocobar, opinó que fue ensayada entre gallos y medianoches por parte de la ministra (Patricia Bullrich), y que ese caso es tan sólo "la visibilización de la mala capacitación de la policía local". También, al hacer un balance del estado de la policía bonaerense que encontró al asumir, destacó que el 20% de las policías locales no tenían la preparación adecuada, que no poseían línea de mando, y que de los 20 mil muchos son nominales (no trabajan); declaró igualmente: «y que haya 36 mil sumarios de policías es como cuando en una escuela repite el 70% del alumnado».
En febrero de 2020, comenzó a elaborar un proyecto de gestión para transformar la Policía bonaerense basado en la unificación de tareas y reentrenamiento; el proyecto establecía crear un comando único para ordenar a las distintas fuerzas. Propuso cambiar la formación de nuevos efectivos por dos vías: la revisión de los actuales planes de estudio, aumentar los tiempos de aprendizaje y la posibilidad de enviar a reentrenamiento a uniformados ya en funciones; modernizar los planes de estudio de las academias policiales, para buscar una mayor “profesionalización” de los nuevos efectivos. También unifica las fuerzas de seguridad, ya que actualmente en los distritos conviven hasta seis policías diferentes (la Policía Local, la Policía Comunal, el Comando de Patrulla, la DDI y la Policía Científica), y crea una "mesa de coordinación" que vincula a los municipios con el Ministerio de Seguridad y con el jefe de la estación de policía.

#### Paro policial de 2020 y conflicto con Ciudad de Buenos Aires
En septiembre de 2020, se produjo un paro de la Policía de la Provincia de Buenos Aires en reclamo por mejores salarios y equipamiento para realizar su labor. Las protestas incluyeron manifestaciones frente a la quinta presidencial de Olivos y la residencia del gobernador bonaerense en La Plata. El 10 de septiembre, se levantaron las protestas tras el anuncio del aumento salarial por parte de Kicillof con fondos que el gobierno nacional retomó de la coparticipación de la ciudad de Buenos Aires. Esta quita representó una caída de la coparticipación que recibía la Ciudad de Buenos Aires, que pasó de un 3.5 % a un 2.32 %. A raíz de esto, el jefe de Gobierno de la ciudad Horacio Rodríguez Larreta inició una disputa legal contra la ley que habilitó la quita, alegando que violaba la autonomía de la jurisdicción y la igualdad de la cual deben gozar todas las provincias.

#### Caso Facundo Astudillo Castro
Durante su gestión sucedió la desaparición de Facundo Astudillo Castro, luego de ser retenido por la Policía de la Provincia de Buenos Aires el 30 de abril de 2020 en el acceso a la localidad de Mayor Buratovich, en violación a la cuarentena establecida por el gobierno nacional para hacer frente a la pandemia de COVID-19. Su desaparición fue catalogada por la familia como una desaparición forzada por parte de la policía bonaerense, teoría abonada también por Estela de Carlotto.
Sus restos óseos fueron hallados el 15 de agosto entre las localidades de General Daniel Cerri y Villarino Viejo. El cuerpo estaba en descomposición avanzada. Participó en su identificación el Equipo Argentino de Antropología Forense (EAAF). La autopsia se realizó en la ex ESMA, en el laboratorio del EAAF. Participaron quince peritos de distintas especialidades, y los trabajos duraron 10 horas.
El informe de la autopsia, confeccionado por el EAAF, determinó que la muerte se produjo luego de una asfixia por sumersión, muerte violenta no natural. Se detectaron en el cuerpo algas coincidentes con las del lugar. No pudo determinarse con rigor científico si la muerte fue producto de un suicidio, homicidio o accidente.

### Política de salud
En diciembre de 2019, Daniel Gollan fue designado como ministro de Salud de la provincia.
Durante su gestión enfrentó la pandemia de COVID-19. El 6 de marzo de 2020 se detectó el primer caso de coronovirus en el partido de San Martín, con una mujer de 67 años que había viajado a Lombardía, Italia. El 12 de marzo de 2020, Kicillof decretó la emergencia sanitaria en la provincia. y prorrogó la prohibición de realizar eventos culturales, deportivos, artísticos y sociales de concurrencia masiva en el marco del aislamiento social obligatorio que se decretó a nivel nacional. Junto al Ministerio de Obras Públicas, la provincia construyó el Hospital Modular de Emergencia de Martín Coronado en el Partido de Tres de Febrero, y el Hospital Modular de Lomas de Zamora, con el objetivo de ampliar la oferta sanitaria y descomprimir el resto de los hospitales de la zona. La provincia de Buenos Aires destinó 15 000 millones de pesos a la compra de insumos para el sistema de salud como respiradores, camas de terapia intensiva, barbijos y máscaras, entre otros. Finalmente, con el descubrimientos de vacunas contra la COVID, se empezó con la campaña de vacunación de personas en la provincia el 29 de diciembre de 2020, aplicando principalmente la vacuna de origen ruso Sputnik V.
En julio de 2021, a raíz de la candidatura a diputado nacional de Gollan, designó al subsecretario de salud, Nicolás Kreplak, en su puesto. En 2023 inauguró el Hospital Central de Pilar para Emergencias y Alta Complejidad a través de una inversión de 1479 millones de pesos.

#### Vacunación contra la COVID-19
Desde el 30 de noviembre de 2021, el Gobierno Provincial vacunó a los bonaerenses mayores de 3 años de edad sin turno previo en los vacunatorios de la provincia con la primera dosis. El requisito, en esa etapa, era llevar el DNI, que acredite la residencia de la persona a vacunar en territorio bonaerense. Desde el 10 de diciembre del mismo año, los bonaerenses mayores de 3 años también pueden vacunarse sin turno con la segunda dosis de la vacuna contra la COVID-19. A partir del 21 de diciembre de dicho año, se puso en marcha la «vacuna libre y federal» también para turistas de la provincia. Asimismo, entró en vigencia el pase libre con vacunas o pase sanitario, que consistía en que el participante mayor de 13 años de las siguientes actividades en la provincia debía presentar el carnet que se le entrega tras aplicarle la dosis de vacuna o descargue la aplicación «CUIDAR» y presente la acreditación digital de su vacunación con esquema completo (es decir, con segunda dosis y/o tercera dosis -después del período de interdosis requerido en el país-):
- Eventos de más de mil personas, en espacios abiertos y cerrados donde se realicen actividades recreativas, culturales, deportivas y religiosas
- Y trámites presenciales.[150]

El 4 de febrero de 2022, el Gobierno provincial lanzó «La noche de las vacunas», una propuesta para que aquellos turistas y residentes que no se pueden vacunar en los horarios habituales de los vacunatorios de la Provincia, tengan oportunidad de hacerlo de 20 a 00 horas. En la primera noche, el 4 de febrero, 26 702 personas se inmunizaron en las 104 postas en toda la Provincia de Buenos Aires.

### Gabinete gubernamental
| Ministerios del Gobierno de Axel Kicillof                          | Ministerios del Gobierno de Axel Kicillof | Ministerios del Gobierno de Axel Kicillof           |
| Cartera                                                            | Titular                                   | Período                                             |
| ------------------------------------------------------------------ | ----------------------------------------- | --------------------------------------------------- |
| Jefatura de Gabinete de Ministros                                  | Martín Insaurralde                        | 21 de septiembre de 2021 - 30 de septiembre de 2023 |
| Jefatura de Gabinete de Ministros                                  | Carlos Bianco                             | 11 de diciembre de 2019 - 21 de septiembre de 2021  |
| Ministerio de Gobierno                                             | Carlos Bianco                             | 11 de diciembre de 2023 - en el cargo               |
| Ministerio de Gobierno                                             | Cristina Álvarez Rodríguez                | 21 de septiembre de 2021 - 11 de diciembre de 2023  |
| Ministerio de Gobierno                                             | Teresa García                             | 11 de diciembre de 2019 - 21 de septiembre de 2021  |
| Ministerio de Hacienda y Finanzas                                  | Pablo López                               | 11 de diciembre de 2019 - en el cargo               |
| Ministerio de Producción, Ciencia e Innovación Tecnológica         | Augusto Costa                             | 11 de diciembre de 2019 - en el cargo               |
| Ministerio de Desarrollo Agrario                                   | Javier Rodríguez                          | 11 de diciembre de 2019 - en el cargo               |
| Ministerio de Trabajo                                              | Walter Correa                             | 24 de agosto de 2022 - en el cargo                  |
| Ministerio de Trabajo                                              | Mara Ruiz Malec                           | 11 de diciembre de 2019 - 24 de agosto de 2022      |
| Ministerio de Desarrollo de la Comunidad                           | Andrés Larroque                           | 30 de abril de 2020 - en el cargo                   |
| Ministerio de Desarrollo de la Comunidad                           | María Fernanda Raverta                    | 11 de diciembre de 2019 - 30 de abril de 2020       |
| Ministerio de Infraestructura y Servicios Públicos                 | Gabriel Katopodis                         | 11 de diciembre de 2023 - en el cargo               |
| Ministerio de Infraestructura y Servicios Públicos                 | Leonardo Nardini                          | 21 de septiembre de 2021 - 11 de diciembre de 2023  |
| Ministerio de Infraestructura y Servicios Públicos                 | Agustín Simone                            | 11 de diciembre de 2019 - 21 de septiembre de 2021  |
| Ministerio de Salud                                                | Nicolás Kreplak                           | 28 de julio de 2021 - en el cargo                   |
| Ministerio de Salud                                                | Daniel Gollán                             | 11 de diciembre de 2019 - 28 de julio de 2021       |
| Ministerio de Justicia y Derechos Humanos                          | Juan Martín Mena                          | 11 de diciembre de 2023 - en el cargo               |
| Ministerio de Justicia y Derechos Humanos                          | Julio Alak                                | 11 de diciembre de 2019 - 11 de diciembre de 2023   |
| Ministerio de Seguridad                                            | Javier Alonso                             | 11 de diciembre de 2023 - en el cargo               |
| Ministerio de Seguridad                                            | Sergio Berni                              | 11 de diciembre de 2019 - 11 de diciembre de 2023   |
| Ministerio de las Mujeres, Políticas de Género y Diversidad Sexual | Estela Díaz                               | 11 de diciembre de 2019 - en el cargo               |
| Ministerio de Transporte                                           | Martin Marinucci                          | 30 de diciembre de 2024 - en el cargo               |
| Ministerio de Transporte                                           | Jorge D'Onofrio                           | 6 de enero de 2022 - 30 de diciembre de 2024        |
| Ministerio de Desarrollo Humano y Hábitat                          | Silvina Batakis                           | 11 de diciembre de 2023 - en el cargo               |
| Ministerio de Ambiente                                             | Daniela Vilar                             | 29 de diciembre de 2021 - en el cargo               |
| Ministerio de Comunicación Pública                                 | Jesica Rey                                | 11 de diciembre de 2019 - en el cargo               |
| Secretarías del Gobierno de Axel Kicillof                          |                                           |                                                     |
| Cartera                                                            | Titular                                   | Período                                             |
| Secretaría General de Gobierno                                     | Agustina Vila                             | 11 de diciembre de 2023 - en el cargo               |
| Secretaría General de Gobierno                                     | Federico G. Thea                          | 11 de diciembre de 2019 - 11 de diciembre de 2023   |
| Banco Provincia                                                    | Juan Cuatrommo                            | 11 de diciembre de 2019 - en el cargo               |
| Agencia de Recaudación de la provincia de Buenos Aires (ARBA)      | Cristian Girard                           | 11 de diciembre de 2019 - en el cargo               |
| Dirección General de Cultura y Educación                           | Alberto Sileoni                           | 29 de diciembre de 2021 - en el cargo               |
| Dirección General de Cultura y Educación                           | Agustina Vila                             | 11 de diciembre de 2019 - 29 de diciembre de 2021   |

En 2025 a través del Ministerio de Justicia bonaerense se aprobó el Programa Buenos Aires por la Reducción de la Reincidencia un programa con el que busca reducir la reincidencia carcelaria. La idea es fomentar la inserción laboral o el desarrollo productivo de las personas privadas de su libertad, en cárceles o en otros regímenes, con el objetivo de que los privados de su libertad trabajen durante su encarcelamiento, fortalecer los polos industriales y talleres productivos que ya existen en las unidades penitenciarias y dotar formación laboral, técnica y profesional.

Movimiento Derecho al Futuro

## Movimiento Derecho al Futuro
El 31 de abril de 2025 fundo el partido Movimiento Derecho al Futuro para competir contra el Partido Justicialista de la expresidente Cristina Fernández de Kirchner, el Frente Renovador del excandidato a presidente Sergio Massa y La Cámpora de Máximo Kirchner en la interna peronista y a La Libertad Avanza del presidente Javier Milei de cara a las Elecciones legislativas de Buenos Aires de 2025 y las elecciones legislativas de Argentina de 2025.

## Controversias y denuncias
El 30 de octubre de 2015 los legisladores de Cambiemos Mario Negri y Federico Pinedo lo denunciaron penalmente, en el caso dólar futuro por el que fue procesado. El 13 de abril de 2021 la Cámara Federal de Casación Penal dictó por unanimidad el sobreseimiento definitivo de Kicillof y todos los acusados por esta causa.

Axel Kicillof afirmó en su defensa que en la causa no hay ninguna denuncia sobre un eventual beneficio a algún funcionario, empresario u otra persona vinculada a la anterior gestión y que la intervención del «dólar futuro» por parte del Banco Central es «una operatoria normal y parte habitual de la política cambiaria» con la cual en 2015 la entidad «evitó que se produjera una mega-devaluación inmediata de la moneda por causa de una corrida cambiaria [...] No se hizo nada extraño, sino seguir implementando medidas en el marco de las políticas establecidas por el gobierno nacional, que estaban incluso plasmadas en la Ley de Presupuesto»; en esta forma, agregó, «es imposible afirmar que la venta de contratos atados al valor del dólar futuro a un precio distinto es un delito [...]Se puede estar de acuerdo o no, pero seguro no es materia del derecho penal, no es ilegal y no es delito». También afirmó que la causa tiene exclusivamente carácter político y que de prosperar significaría judicializar la política económica y se llegaría al absurdo de que el poder judicial sea el que determina cuál política económica debe aplicarse sobre la base de si es o no un delito. Agregó que el único objetivo del juez Bonadío es la persecución de ciertas personas para, como mínimo, dejar la sospecha de que son corruptas.

### Dictamen del Inadi por discriminación (dictamen en contra en 2016)
En septiembre de 2016 Axel Kicillof le dijo a la diputada Victoria Donda, de Libres del Sur, que se pusiera «plumas» si quería salir en los diarios. El 19 de diciembre, el Instituto Nacional contra la Discriminación, la Xenofobia y el Racismo (Inadi) dictaminó contra Kicillof por haber «menoscabado» la figura de la diputada y «la de todas las mujeres que pretendan dedicarse a la actividad política».

## Impacto en los medios
Algunos medios de comunicación han recurrido a Kicillof como opinión calificada antes de formar parte del Gobierno Nacional.
Desde que asumió sus primeros cargos como funcionario del Gobierno Nacional, diarios y revistas han dedicado varias notas para cubrir sus actos de Gobierno y analizar su desempeño.
Diferentes medios han descrito a Kicillof como un economista marxista o «con tendencias marxistas».En este sentido, el 12 de marzo de 2012, el diario La Nación publicó un informe en cuyo encabezado puede leerse «el marxista que desplazó a Boudou», en el cual en unas líneas se hacía referencia a su condición de ascendencia rabínica. Al día siguiente, la DAIA expuso una reflexión política, mostrando preocupación acerca de la asociación entre su parentesco rabínico y la idea de carácter dogmático, para desestimar al funcionario; señalando al informe periodístico como mínimo como un equívoco o aún como partícipe de un posible desliz discriminatorio. La presidenta Cristina Fernández criticó la columna sugiriendo que tenía un tono antisemita, e incluso comparó la descripción de «bisnieto de rabino y marxista» con las teorías y prácticas antisemitas y anticomunistas del dictador Jorge Rafael Videla. En el programa periodístico 6, 7, 8, el mismo Kicillof se refirió a las notas que hacían referencia a él.
En la revista satírica Barcelona, Kicillof apareció en algunas ediciones, que destacaban a modo de parodia su tendencia a determinadas ideas marxistas.La revista Vanity Fair incluso hizo mención de algunos detalles sobre su vida y personalidad citando como fuente a la revista Barcelona, sin tomar en cuenta el sentido humorístico y errado de dicha publicación.

## Historial electoral
|  | 22,37 % |

|  | 52,74 % |

|  | 52,40 % |

|  | 36,74 % |

|  | 44,88 % |

## Libros publicados
- Radiografía de la provincia de Buenos Aires (1ª edición). Buenos Aires: Siglo XXI Editores Argentina. 2019. ISBN 978-987-629-933-6. En coautoría.
- Y ahora, ¿qué? - Desagrietar la grieta para construir un país normal (1ª edición). Buenos Aires: Siglo XXI Editores Argentina. 2019. ISBN 978-987-629-900-8.
- Diálogos sin corbata: para pensar la economía, la política (y algunas cosas más) en el siglo XXI (1ª edición). Buenos Aires: Siglo XXI Editores Argentina. 2015. ISBN 978-987-629-605-2.
- Volver a Keynes. Fundamentos de la teoría general de la ocupación, el interés y el dinero (1ª edición). Madrid: Clave Intelectual- Eudeba. 2012. ISBN 978-849-394-719-4. OCLC 1025658861. Edición a cargo de Daniel Vila Garda.[175]
- Ensayo sobre los principios de economía política y tributación de David Ricardo, escuela neoclásica (1ª edición). Buenos Aires: Cooperativas. 2012. ISBN 978-987-652-110-9.
- De Smith a Keynes: siete lecciones de Historia del pensamiento económico. Un análisis de las obras originales (1ª edición). Buenos Aires: EUDEBA - Editorial Universitaria de Buenos Aires S.E.M. 2011. ISBN 978-950-23-1809-7.
- La anatomía del nuevo patrón de crecimiento y la encrucijada actual (1ª edición). Buenos Aires: Atuel. 2010. ISBN 978-987-1155-70-5. En coautoría con Augusto Costa, Nicolás Arceo, Nuria Mendizábal y María Cecilia Nahón.
- Fundamentos de la teoría general - Consecuencias teóricas de Mr. Keynes (1ª edición). 2007. ISBN 978-950-23-1612-3.
- Federalismo fiscal y coparticipación federal (1ª edición). Buenos Aires: Fund. Pro Universidad de la Producción y del Trabajo. 1999. ISBN 978-987-97659-0-6. En coautoría con Jorge Capitanich y Mónica Beatriz Zorrilla.

Entre los numerosos artículos académicos y capítulos de libros publicados se destacan:
- Siete lecciones de historia del pensamiento económico: un análisis de los textos originales. 2011. OCLC 923027317.
- «On value and abstract labour: A reply to Werner Bonefeld». Capital & Class 35 (2): 295-305. 2011. ISSN 0309-8168. En coautoría con Guido Starosta.
- «Salario, precio y ganancia en la “Teoría general”». Desarrollo Económico 48 (192): 471-514. 2009.[176]
- «Value form and class struggle: A critique of the autonomist theory of value». Capital & Class 31 (2): 13-40. 2007. ISSN 0309-8168. En coautoría con Guido Starosta.